# Judith de Bohême
Titre
Duchesse de Pologne
Judith de Bohême ou Judith Premyslid, née vers 1056 ou 1058 et morte le 25 décembre 1086, est une princesse de Bohême de la dynastie des Přemyslides, et duchesse de Pologne par mariage avec Ladislas Ier Herman.
Fille du duc de Bohême Vratislav II de Bohême et de sa première épouse Adélaïde de Hongrie (fille d'André Ier de Hongrie), elle est donc la sœur de Bretislav II de Bohême.

## Biographie
Vers 1080, Judith épouse Ladislas Ier Herman, duc de Pologne. Le mariage a pour but de consolider les liens récents entre la Bohême et la Pologne,.
Selon les chroniqueurs contemporains, la duchesse Judith accomplit un travail caritatif remarquable, aidant les nécessiteux et assurant le confort des sujets et des prisonniers,,. Après presque cinq ans de mariage sans enfant, la nécessité d'un héritier s'est accrue,.
Le 10 juin 1085, Judith et Ladislas sont présents au couronnement de son père, Vratislas II comme premier roi de Bohême. Un an plus tard, le 20 août 1086, elle donne naissance à un fils, le futur Boleslas III Bouche-Torse,. La duchesse ne se remettra jamais de l'accouchement. Elle décède quatre mois plus tard, le 25 décembre 1086 et est enterrée dans la Cathédrale de Płock. 

## Mariage et descendance
De son mariage avec Ladislas, Judith a un fils :
- Boleslas (20 août 1085 ou 1086 - 28 octobre 1138), duc de Pologne (1102–1138).